# Far til fire og vikingerne
Far til fire og vikingerne er en dansk film fra 2020 og den blev instrueret af Martin Miehe-Renard.
Der er uharmoni i familien. Søs er træt af at stå for de praktiske husholdning. Mie og Ole skændes og er trætte af at dele værelse. Far har begravet sig i arbejde. Det kulminerer ved Bodils fødselsdag, og Onkel Anders opfordrer til at familien går i terapi. Modvilligt lader de sig slæbe med til Fyn, hvor de skal i familieterapi hos det alternative vikingepar Rie og Rune - spillet af Anders Lund Madsen og Signe Lindkvist. Far bliver lokket til at ofre Bodil i forbindelse med en terapeutisk metode, der skal frigøre ham fra sine gamle bindninger. Dette falder ikke i god jord hos resten af familien. Og den vilde jagt går nu ind i kampen for at redde Bodil fra at blive ofret i et vikingsritual.

## Medvirkende
- Martin Brygmann som Far
- Thomas Bo Larsen som Onkel Anders
- Elton Rokahaim Møller som Lille Per
- Naja Münster som Olivia
- Laura Lavigné Bie-Olsen som Mie
- Arthur Hjelmsø som Ole
- Anders Lund Madsen som Rune
- Signe Lindkvist som Rie
- Mikkel Bay Mortensen som Gorm
- Louise Rønhof Davidsen som Lisa
- Klaus Søndergaard som Træmanden